# マーシー・マンチ
マーシー・マンチ（Mercy Manci、1955年9月28日南アフリカ、東ケープ州 - ）は、南アフリカのコサ人サンゴマ（Sangoma、呪術医、あるいは伝統的な祈祷師のこと）・HIVの社会活動家。 これまでに、カメルーン、ナイジェリア、イタリアで開催された会議に参加し、発表を行っている。   

## 前半生
マーシー・マンチはポンドランド（Pondoland）にあるフルワールワジ（Hlwahlwazi）という小さな村に、9人きょうだいの長子として生まれた。出産時、マンチは白い物質で覆われていた。母親はそれを「ネット」と呼び、マンチが特別な子供であることを示していたという。  母はダーバンの家庭内労働者だったので、マンチは祖母に育てられた。祖母は伝統的な治療師であり、子供の頃、マーシーは祖母のムティ（Muti、南アフリカで伝統的に用いられてきた薬の事）の準備を手伝ったという。 
10代のころ、マンチは当時コサ族やズールー人で結婚時に男性側が妻の父に伝統的に送っていた金品「ロボラ（Lobola）」を払うためのの長い交渉を回避しようとした家族により「拉致」された（すなわち誘拐婚である）。 処女ではなかったので、母親のもとに戻ることもできず、家族からの4頭の牛と引き換えに結婚は認められることとなり、マンチはこの夫との間に一人の娘を設けている。 この間マンチはシスカイに住んでいて、夫が鉱山で働きに行っている間、彼女はダメリン（Damelin）という私立大学で通信で看護を学んだが、帰宅した夫によって、本は燃やされ、マンチが購入したタイプライターも壊された。 結局、マンチが隠れて避妊薬を服用していることが発覚したのをきっかけに、当時はタブーではあったものの、離婚することとなり、マンチは生まれた家にもどることになった。その後マンチは、ヨハネスブルグに行き、医者の助手としての仕事を始めた。 
ヨハネスブルグに住んでいたとき、マンチは病気になり、奇妙な夢を見るようになった。最終的には、伝統的な治癒師から、サンゴマになるためには天命に応える必要があると言われたという。 

## サンゴマとして
マンチは、アフリカの伝統的な治癒術（African traditional medicine）とHIVを扱う組織であるニャンガゼジズエ（Nyangazeziswe、英語のHealers of the Nationに相当）を設立した。 マンチは、東ケープ州の他の伝統的な治癒師を対象としたワークショップを中心に、国際的にも、コンドームの使い方やHIVの感染経路などを教えている。  
2000年には「SiyayinqobaBeat It！」という南アフリカのCommunity Media Trustによって開発および制作がされたHIVに関するテレビ番組に出演した。 